# Laine Randjärv

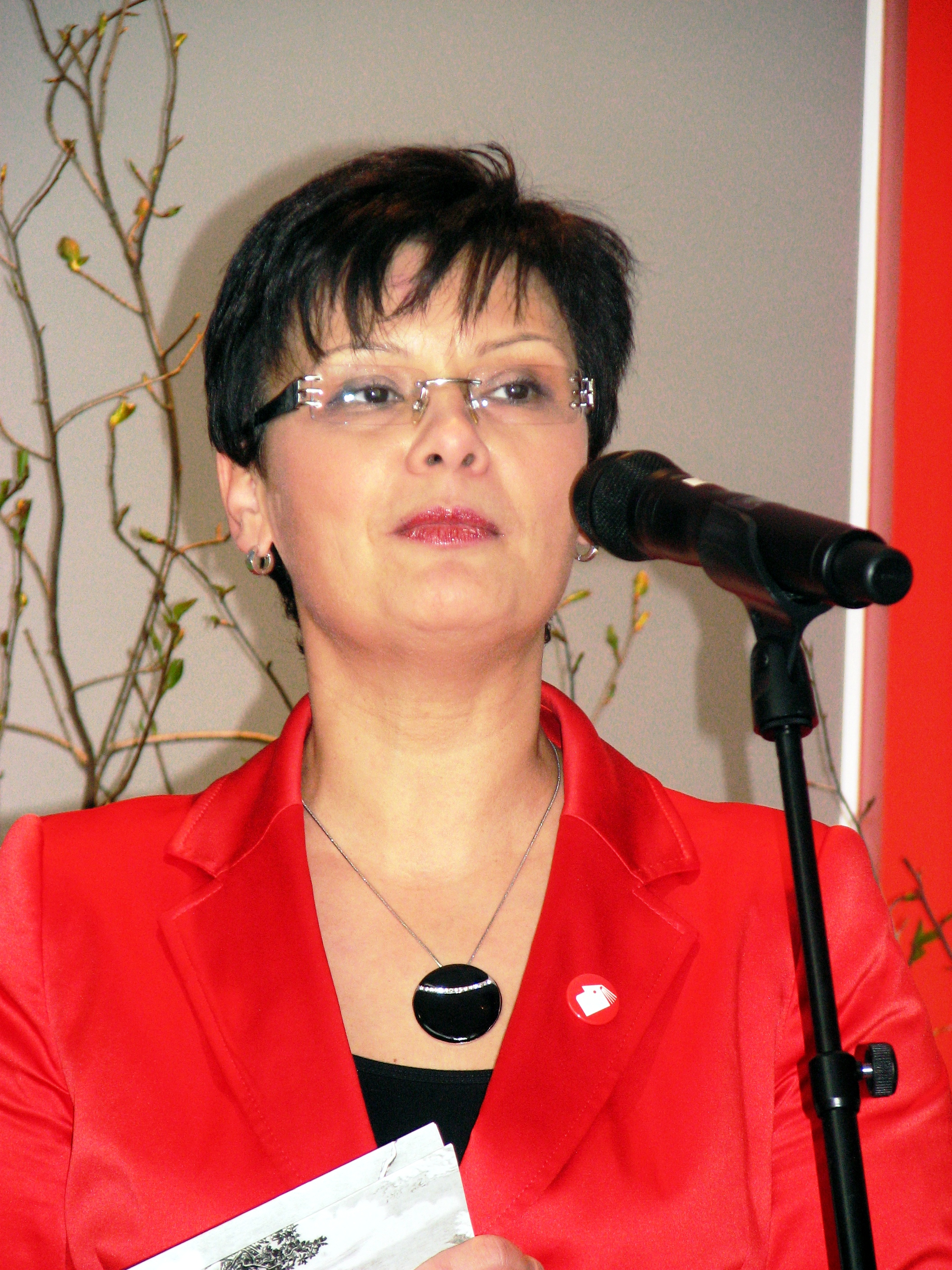
Laine Jänes (2010)

Laine Jänes (nacida el 30 de julio de 1964 en Moscú, Rusia) es una política estonia del Partido Reformista. Fue la alcaldesa de Tartu del 23 de septiembre de 2004 a 2007, y previamente fue diputada de alcalde de 2002 a 2004. Desde el 5 de abril de 2007 ha sido la ministra de cultura del segundo gobierno de Andrus Ansip.